# تل عبطة
ناحية تل عبطة هي منطقة في محافظة نينوى، تتبع إداريا إلى  قضاء الحضر، تبعد عن مدينة الموصل 73 كلم. تتمتع المدينة بموقع استراتيجي تقع بين تلعفر-الحضر-الموصل-البعاج وصولاً إلى سنجار. تعتمد في اقتصادها على استغلال مساحات أراضيها الشاسعة في الزراعة والتي تتركز بشكل أساس على الزراعة الديمية لمحصولي الحنطة والشعير. تتميز بجغرافيا أراض سهلية منبسطة.
يحد مركز الناحية الوادي المعروف باسم وادي الثرثار من الشمال والشمال الشرقي ومن الشرق وهو واد جاف أغلب فصول السنة. القرى المحيطة بمركز الناحية هي: تل فارس أقرب القرى-اشوا-عبطة الجنوبي-التركمانية-حجف-الهزيمية.

## الإدارة
أول مدير ناحية لها السيد محمد محروس الأعظمي. ولهُ الفضل الأول في تأسيسها ونشأتها
تعاقب على إدارة الناحية بعد عام 2003 عدة مدراء وهم بالترتيب:
- مطلك علي الصلال الشمري.
- عبدالرحمن اللويزي (عضو البرلمان العراقي الحالي).
- نوفل موسى الجبوري.
- محمد كنعان الجبوري ( مدير الناحية حاليا).

كما ترأس المجلس البلدي للناحية:
- جاسم غائب الجغيفي
- سامي اسعد حمو (حاليا).
- مثل ناحية تل عبطة في البرلمان العراقي:
  - السيد (عبد الرحمن اللويزي) (2010-2018)
  - عبد الرحيم الشمري (2018-)
  - مثل ناحية تل عبطة في مجلس المحافظة السيد (عايد رحيل اللويزي)

## السكان
من أبرز العشائر التي تقطنها هي: شمر - الجبور - اللويزيين - الحديديين - الجغايفة - طي - المعامرة - إضافة إلى عشائر أخرى.

## التدهور الأمني وسقوطها بيد تنظيم داعش
تعرضت الناحية منذ عام 2004 إلى هجمات من قبل المتطرفين إلا أن قوات الشرطة صدتها بشراسة، حيث تعرض شباب المدينة إلى الخطف والاغتيال على مدى سنوات عديدة من قبل التنظيمات المتطرفة، واشتبكت الشرطة المحلية مع المتطرفين بشكل متكرر على مدى سنوات حتى قضوا عليهم وبسط الأمن في الناحية وجرى ملاحقة المتطرفين إلى مدينة الموصل وتلعفر وسنجار وبعاج وصولاً إلى حدود الصحراء في محافظة الأنبار وبعد مقتل قائد شرطتها غزاي الشمري تقهقرت درجة الأمن فيها إلى درجة كبيرة.
سقطت الناحية بيد المتطرفين بعد سقوط مدينة الموصل مباشرة في شهر حزيران/يونيو عام 2014م، وبقيت لسنتين ونصف تحت سيطرة المتطرفين إلى أن اقتحمت القوات العراقية المتمثلة بالحشد الشعبي مبنى مركز الناحية وجرى تحريرها بعد محاصرتها لأسابيع في شهر كانون الأول/ديسمبر من عام 2016م.